# Facultad de Ciencias Biológicas (Universidad Nacional Mayor de San Marcos)
La Facultad de Ciencias Biológicas de la Universidad Nacional Mayor de San Marcos (siglas: FCB-UNMSM) es una de las veinte facultades que conforman dicha universidad.  La facultad en la actualidad, dentro de la organización de la universidad, forma parte del área de Ciencias Básicas y cuenta con las escuelas profesionales de Ciencias Biológicas, de Genética y Biotecnología y de Microbiología y Parasitología, que brindan tanto estudios de pregrado como de posgrado. El pabellón principal de la facultad se ubica dentro de la Ciudad Universitaria de la Universidad Nacional Mayor de San Marcos, en Lima, Perú. 
Las primeras cátedras de estudios de biología y ciencias naturales en la Universidad de San Marcos, acontecidas en el siglo siglo XVIII, son el origen directo de los estudios universitarios de estas áreas en el Perú. Estas se impartieron inicialmente tanto en el Real Convictorio de San Carlos como, posteriormente, en el Colegio de Medicina de San Fernando. Su enseñanza al interior de la Universidad Nacional Mayor de San Marcos se inició oficialmente en 1862 con la creación de la Facultad de Matemáticas y Ciencias Naturales; así, su primer decano fue el naturalista italiano Antonio Raimondi. En 1876, pasó a denominarse Facultad de Ciencias, periodo en el cual la enseñanza de cátedras como la de zoología se moderniza, a la vez que la impartición de sus clases se llevaba a cabo en el entonces recientemente creado Museo de Historia Natural de la Universidad Nacional Mayor de San Marcos. Hacia 1943 se crearon las secciones de ciencias físicas, ciencias matemáticas y ciencias biológicas, mientras que en 1947 la ley 10554 instauró la creación del Instituto de Ciencias Biológicas. Finalmente, la hoy vigente Facultad de Ciencias Biológicas, ubicada en la ciudad universitaria, fue creada en septiembre de 1984. Hasta el año de 2002, los alumnos llevaban los mismos cursos hasta el séptimo semestre, por lo que en el octavo semestre, estos debían escoger una de las cinco orientaciones: hidrobiología, zoología, botánica, microbiología y parasitología y, biología celular y genética. A partir del 2003, las dos últimas orientaciones pasan a ser Escuelas Académicas Profesionales (EAP), por lo que en la actualidad, dicha facultad tiene tres escuelas profesionales, tras la inclusión de las escuelas de Microbiología y Parasitología, y Genética y Biotecnología; quedando la EAP de Ciencias Biológicas con las tres orientaciones restantes.
La Facultad de Ciencias Biológicas acogió en sus aulas a estudiantes y catedráticos que han destacado como científicos y docentes, entre los que se puede distinguir al biólogo y naturalista italiano Antonio Raimondi, quien fue además el primer decano de la facultad; el químico y botánico alemán Augusto Weberbauer; el científico naturalista peruano José Sebastián Barranca; y los esposos zoólogos alemanes Hans-Wilhelm Koepcke y Maria Koepcke; la botánica peruana Blanca León; entre muchos otros.

## Historia

### Cátedras de Medicina y Ciencias Naturales
La apertura de cátedras de medicina data del siglo XVII, mientras que la enseñanza de las ciencias naturales fueron impartidas desde el siglo XVIII con la creación del Convictorio de San Carlos en 1771. Sin embargo, ambas obtuvieron el grado de enseñanza científica recién en 1808 con la creación del Colegio de Medicina de San Fernando. Precisamente, ambas instituciones fueron reformadas durante el gobierno borbónico, ello con el fin de implementar la enseñanza de disciplinas científicas y prácticas. Con la reapertura del Convictorio de San Carlos en 1826, se implementó por primera vez la práctica forense. El reglamento de instrucción de abril de 1836 estableció un plan de estudios de ocho años, de manera que los cuatro primeros años de conocimientos básicos en literatura y ciencia comprendían los cursos de aritmética y geografía —en primera instancia—, seguidos de los cursos de matemáticas, ciencias naturales, literatura, historia, latín, lenguas vivas y filosofía. Una segunda reforma de tipo académico administrativa fue dirigida por Bartolomé Herrera desde 1842. Posteriormente, durante el rectorado de José Gálvez Egúsquiza al interior del Colegio de San Carlos —iniciado en 1855—, se habría registrado la inscripción del investigador naturalista Antonio Raimondi como docente de las cátedras de botánica y zoología.
En el caso del Real Colegio de Medicina y Cirugía de San Fernando, su programa de estudios fue edificado por Hipólito Unanue, quien planteó la implementación de los cursos de botánica y zoonomía junto a la enseñanza de la química, mineralogía, matemáticas y física como conocimientos básicos previos a la práctica médica:

«El programa comprendía: Matemáticas Puras, Aritmética Mixta (numérica y literal); Mecánica (estática, dinámica, hidrostática, hidrodinámica); Óptica (óptica, catóptrica, dióptrica); y, Astronomía (teórica y práctica). /Física Experimental (elemental, meteorología, eléctrica, magnética, galvánica); Química (analítica, sintética, aplicada a la medicina y a las artes). / Historia Natural: Mineralogía (geológica, orictológica, docimástica); Botánica (filosófica, sistemática, agricultora); Anatomía (historia descriptiva, comparada). / Medicina Teórica: Zoonomía (vida orgánica, sus leyes, sus funciones, su muerte, higienes); Patología (nosología, semeyología, terapéutica). Psicología (el alma, sus potencias, su comercio con el cuerpo, males que le originan, sus remedios) /
Medicina Práctica. Clínica (interna y externa). Operatoria (anatómica y quirúrgica). Obstetricia (anatómica, quirúrgica y médica). Farmacéutica (Nomenclatura: uso, acción y virtudes; preparación de los remedios). Topográfica (lugares, temperamento, meteoros, vivientes, costumbres, epidemias)».
Hipólito Unanue recuperado de Garfias (2009), citado en Lastre (1951)

Durante la década de 1820, el doctor Cayetano Heredia se desempeñó tanto como Director Anatómico en el Colegio de Medicina de la Independencia —nombre dado al Colegio de Medicina de San Fernando tras su reapertura en 1826—, así como catedrático-regente de la cátedra de filosofía en la Facultad de Artes de San Marcos. Posteriormente, su labor como rector del Colegio de Medicina —iniciada en 1842— permitió la modernización tanto de los estudios como de la plana docente. Así, se fundaron tanto los gabinetes de física e historia natural, un Museo de Anatomía Patológica y se incorporaron destacadas figuras como Antonio Raimondi, quien se ocupó de la enseñanza de la cátedra de Historia Médica Natural. Una de las propuestas planteadas por Heredia fue la creación de la facultad de medicina de San Fernando en reemplazo de su figura colegial.

### Facultad de Ciencias Naturales y Matemáticas

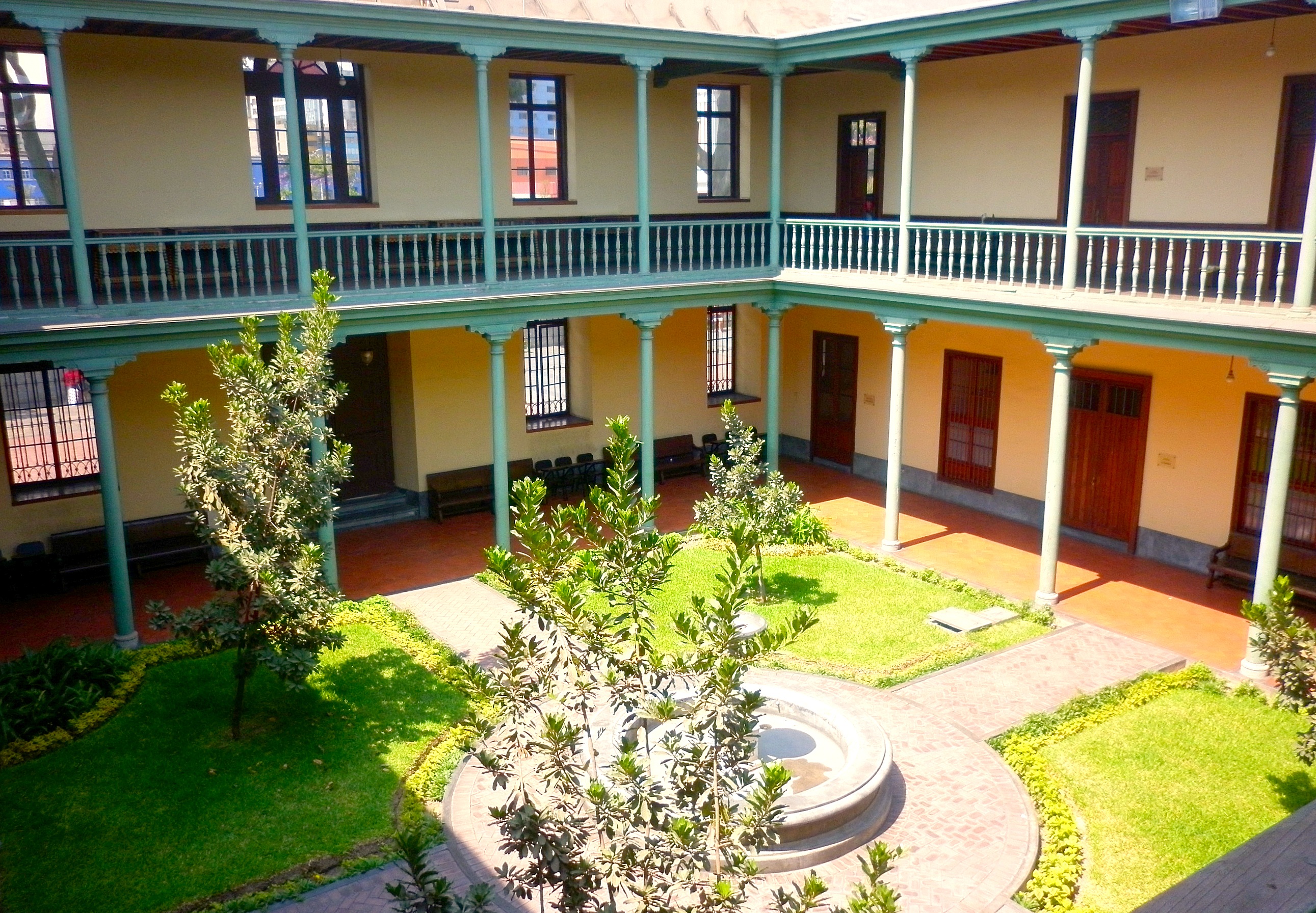
Patio de Ciencias de la antigua Casona de la Universidad Nacional Mayor de San Marcos, en donde funcionó la Facultad de Ciencias Naturales y Matemáticas.

Hacia 1850, el Reglamento de Educación Pública —promulgado el 7 de abril— dispuso las bases de un sistema de educación unificado mediante la separación de la educación media y los estudios superiores. Estos últimos debían ser unificados bajo la dirección de la Universidad de San Marcos. Así, la enseñanza impartida en el Colegio de Medicina de San Fernando se estructuró bajo la denominación de Facultad de Medicina; el Seminario de Santo Toribio fue transformado en la Facultad de Jurisprudencia y la enseñanza en el Convictorio de San Carlos en las facultades de Ciencias Naturales, Matemáticas y la facultad de Filosofía y Letras. Dichas facultades creadas de manera transitorias fueron unificadas en 1862 tras la promulgación del Reglamento para la Universidad Nacional Mayor de San Marcos por el entonces presidente Ramón Castilla el 28 de agosto de 1861: la denominada facultad de Ciencias Naturales y Matemáticas. Una de las cátedras impartidas en su interior fue la de Historia Natural, la cual tuvo como primer catedrático al naturalista de origen italiano Antonio Raimondi. Sin embargo, las disposiciones reformadoras del sistema educativo no fueron cumplidas a cabalidad tanto por parte del Seminario de Santo Toribio como del Convictorio de San Carlos —el cual continuó brindando la enseñanza media—. Ello fue resuelto con las gestiones de José Simeón Tejeda, quien en 1866 dispuso tanto la asignación de decanos para las facultades de letras, jurisprudencia y ciencias, como la elaboración de programas de estudios que eliminasen los cursos de instrucción media. Su primer decano fue Antonio Raimondi, quien asumió dicho cargo por un periodo de un año antes de iniciar su expedición por el territorio nacional; lo sucedió en el cargo Sebastián Barranca, científico naturalista. Cabe resaltar que durante las últimas décadas del siglo XIX, la cátedra de botánica fue ejercida por doctores como Miguel Felipe Colunga y José María Romero. En suma, luego de depender en sus inicios de la Facultad de Letras y Jurisprudencia, se independizó de esta mediante el Decreto del 15 de marzo de 1866:

«Las cátedras consignadas en la facultad de Ciencias fueron en los estudios matemáticos: Geometría Descriptiva, Álgebra Superior, Geometría Analítica y Cálculo Infinitesimal (creadas en este plan). Para los estudios físicos se consignaron: Física, Mecánica, Astronomía y Geonesia: Los estudios de la Química fueron divididos en dos: Química General y Análisis Químico. La Historia Natural se desplegó en cuatro cátedras independientes: Mineralogía, Geología, Botánica y Zoología».
Marcos Garfias Dávila

### Facultad de Ciencias

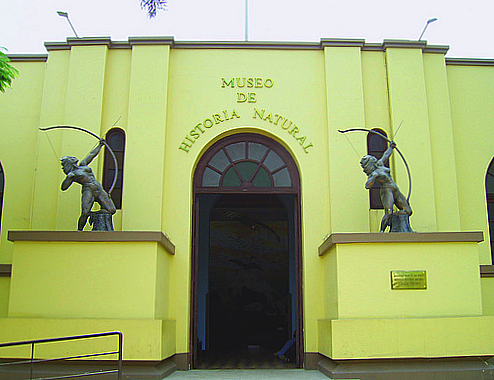
El actual Museo de Historia Natural de la Universidad Nacional Mayor de San Marcos, hoy ubicado en el distrito limeño de Jesús María.

Tras la promulgación del Reglamento General de Instrucción de 1876, la otrora facultad de Ciencias y Matemáticas recibió la denominación de Facultad de Ciencias. Hacia el año 1897 se inició la publicación de la Revista de Ciencias, la cual incluyó investigaciones nacionales e internacionales sobre flora, plantas medicinales, fósiles, biología andina, aves, insectos, recursos tales como el guano, etc. Sin embargo, no se pudieron consolidar líneas propias de investigación institucionales y tras sesenta y nueve años de vigencia, perdió continuidad en las publicaciones hacia 1966. Otro hito en la enseñanza de la biología fue la creación del Museo de Historia Natural de la Universidad de San Marcos en 1918. Inicialmente ocupó el local de la Facultad de Letras ubicada en la actual Casona de San Marcos y su primer directo fue Carlos Rospigliosi Vigil, quien en 1913 había sido nombrado catedrático de Zoología. Sus colecciones se vieron enriquecidas con el material recolectado por Rospigliosi tras las expediciones científicas realizadas al interior del país y el material recolectado por Antonio Raimondi: comprendía objetos de etnología, plantas secas, moluscos, aves, mamíferos, reptiles, insectos, conchas, entre otros; cedidos en un principio a la Escuela de Medicina de San Marcos. Precisamente, la creación de dicho museo y la modificación de la currícula académica fueron parte de la modernización de la enseñanza de la zoología en la universidad de San Marcos. Algunas de las medidas llevadas a cabo por el entonces decano de la Facultad de Ciencias, Darío Acevedo, hacia el año de 1948, fueron las siguientes:

«Se trasladó la enseñanza de la Zoología al Museo de Historia Natural, y el curso de Fisiología (animal) ocupó el Laboratorio de Prácticas de Zoología que, en el local del Parque Universitario, había sido mejorado bajo la dirección de [Luis] Gonzales-Mugaburu. Se establecieron cuatro cursos de Zoología, que recibieron, del decano Acevedo, todo el apoyo para la implementación de los laboratorios de prácticas en el MHN: Zoología General, con L. Gonzales-Mugaburu y F. Blancas en prácticas. Zoología Sistemática I (Protozoos y Helmintos), con Gonzales-Mugaburu, y en prácticas Luz Sarmiento y Bertha Parra. Zoología Sistemática II (Invertebrados Eucelomados). Inicialmente en 1947 con el Prof. Jehan  Albert Vellard y F. Blancas en prácticas. A partir de 1948 con el Prof. Wolfgang Karl Weyrauch. Zoología Sistemática III (Vertebrados), con el Profesor Franz Spillmann».
Pedro Aguilar Fernández

Precisamente, a dichos cambios se sumó la incorporación de docentes tales como Jehan Vellard, Wolfgang K. Weyrauch, Franz Spillmann, Hans-Wilhelm Koepcke y María Koepcke. Así, por ejemplo, Hans-Wilhelm Koepcke se desempeñó como docente en los cursos de Hidrobiología y Ecología Animal,   mientras que María Koepcke se convirtió en directora de la sección de aves y mamíferos al interior del Museo de Historia Natural en el año de 1952, periodo en el cual incrementó dicha colección y además descubrió y estudió nuevos especímenes de aves. Por otro lado, el desarrollo de la botánica en San Marcos se inició con su enseñanza en la entonces Escuela de Farmacia en 1921 por parte de Augusto Weberbauer, biólogo de origen alemán quien posteriormente se desempeñó como docente de Botánica Sistemática y director del Jardín Botánico de Lima. Inaugurado en 1787 y ubicado en el campus actual de la Facultad de Medicina de San Marcos desde 1868, participaron en la organización del jardín botánico figuras como Antonio Raimondi y, posteriormente, el mismo Weberbauer hacia 1942, cuando se fundó la actual Facultad de Farmacia.
En 1943 se había creado al interior de la facultad de ciencias las secciones de ciencias físicas, ciencias matemáticas y ciencias biológicas, así como las subsecciones de fisicoquímica y fisicogeología. De esta manera, dicho instituto fue la primera institución dedicada a la formación de biólogos en el Perú, a la vez que instauró los procedimientos para la obtención del bachillerato y título profesional. Así, en 1951 egresó la primera promoción de biólogos del Perú. Hacia 1947, la ley 10554 instauró la creación del Instituto de Ciencias Biológicas al interior de la Facultad de Ciencias, el mismo que estableció un plan de estudios de cuatro años de duración. En 1968, debido a la eliminación de las facultades como resultado del D.L. 17437, se crean tanto el Programa Académico de Ciencias Biológicas como el correspondiente Departamento Académico. Su plan de  estudios es modificado, de manera que se instaura un régimen semi flexible a través de la consideración de cinco especialidades: Parasitología y Zoología, Biología  Pesquera, Genética, Botánica y Microbiología.
Cabe resaltar, sin embargo, que la enseñanza de la biología en el Perú se dio también en las llamadas universidades menores: en la Universidad Nacional San Antonio Abad del Cusco se inició en el año 1991 mientras que la enseñanza de la botánica se fortaleció tras la creación del Museo de Plantas en 1925 y la posterior creación del Museo de Historia Natural del Cusco en 1950. La enseñanza de la biología en la Universidad Nacional de Trujillo se inició en 1928 dentro de la Facultad de Ciencias Físicas y Naturales, percibiendo grandes avances académicos tras la creación del museo de zoología en 1938 y el de botánica en 1941; ello hasta la creación de la Facultad de Ciencias Biológicas en 1962. Finalmente, en el caso de la Universidad Nacional de San Agustín, esta se inició en 1928 al interior de la Facultad de Ciencias Naturales.

### Facultad de Ciencias Biológicas
Tras la promulgación, en 1983, de la Ley Universitaria n.° 23733, se instauró el retorno al sistema de facultades. Así, por Resolución Rectoral n.° 78337, en septiembre de 1984 se creó la Facultad de Ciencias Biológicas como parte de las diecisiete facultades implementadas de acuerdo al estatuto de la Universidad Nacional Mayor de San  Marcos. Según la Resolución Decanal n.° 016-D-FCB-2003, la escuela de ciencias biológicas cuenta con las especialidades en Zoología, Botánica e Hidrobiología y Pesquería. En el mismo año, las Resoluciones Rectorales 04941-R-02 y 04942-R-02 dispusieron la creación de dos Escuelas Profesionales: las de Microbiología y Parasitología y Genética y Biotecnología. En la actualidad, la Facultad de Ciencias Biológicas posee un edificio dentro de la Ciudad Universitaria de la UNMSM, ubicada en el Cercado de Lima. Sus aulas se encuentran equipadas con equipos multimedia y un total de nueve laboratorios especializados. En septiembre de 2020 se concretó la ampliación del pabellón de docencia, de manera que la biblioteca —con un área aproximada de trescientos cincuenta metros cuadrados— se ubica en el tercer piso, mientras que los laboratorios de cómputo y los laboratorios equipados para labores de docencia se ubican en el cuarto piso del referido pabellón.

## Organización

### Gobierno
En la actualidad, la Facultad de Ciencias Biológicas está organizada en las siguientes instancias:
- Decanato: Según los estatutos de la Universidad Nacional Mayor de San Marcos, la máxima autoridad dentro de la facultad es el Decano. Este tiene como función principal: «La dirección de esta, dentro de las políticas universitarias que determinen los órganos superiores». Por obligación, el Decano debe ser un catedrático que tenga la categoría de titular; la duración del cargo es de tres años y está permitida la reelección para un segundo periodo no consecutivo. El actual decano de la Facultad de Ciencias Biológicas es Pablo Sergio Ramírez Roca.[17]

- Consejo de Facultad: Según los estatutos de la universidad, le corresponderá definir las políticas de desarrollo académico e institucional de acuerdo a los lineamientos y estrategias emanados de la Asamblea Universitaria y el Consejo Universitario. Lo conforma el Decano, que lo preside, además de los Directores de Escuela, profesores titulares y miembros del tercio estudiantil.[18]

- Dirección Académica: Según los estatutos universitarios, está encargada de brindar asistencia y apoyo académico a la facultad. También se encarga de coordinar y dirigir todas las actividades de comunicación e información del Decanato y el Consejo de Facultad hacia la comunidad de la Universidad Nacional Mayor de San Marcos.[18]

- Direcciones de Escuelas: De acuerdo al artículo veinticinco del estatuto universitario,[18] las Escuelas Profesionales (siglas: EP) son las unidades de la facultad encargadas de la formación de los estudiantes que cursan las carreras de pregrado. Tienen entre sus funciones principales elaborar, coordinar y ejecutar los currículos (plan) de estudios. El actual Director de la EP de Ciencias Biológicas es Mauro Mariano Astocondor;[19] la directora de la EP de Genética y Biotecnología es Mónica Paredes Anaya;[20] el director de la EP de Microbiología y Parasitología es Juan Atilio Jiménez Chunga.[21]

- Dirección Administrativa: Desarrolla acciones coordinadas que conducen a la optimización de los procesos académico-administrativos de la facultad, con el objetivo de mejorar la calidad de servicios. Administra los recursos económicos y realiza las acciones necesarias para la adquisición de bienes y servicios. La actual Vicedecana Académica es Ruth Hortensia García de la Guarda.[22]

### Estudios académico-profesionales

#### Pregrado
A nivel de estudios de pregrado, la facultad cuenta con las siguientes tres escuelas profesionales:
- Escuela Profesional de Ciencias Biológicas: Los cinco años de estudios se dividen en un año de conocimientos básicos (Escuela de Estudios Generales), dos años de nociones en biología  y dos años de especialización en Botánica; Zoología o Hidrobiología y Pesquería.[4] Concluidos satisfactoriamente los cinco años de estudio y tras haber obtenido una nota aprobatoria en la presentación de un trabajo de investigación,[23] se obtiene el grado de bachiller en Ciencias Biológicas con especialidad en Botánica; Zoología o Hidrobiología y Pesquería. El título profesional de biólogo es equivalente al de licenciado en biología, se puede obtener bajo las siguientes modalidades: sustentación de tesis, aprobación de un trabajo de suficiencia profesional u otra modalidad dispuesta por la Facultad.[23]
- Escuela Profesional de Genética y Biotecnología: encargada de la formación de biólogos genetistas con conocimiento de biotecnología. Los cinco años de estudios se dividen en cuatro ciclos de estudios generales y seis ciclos de especialidad.[5] Concluidos satisfactoriamente los estudios de pregrado, se obtiene el grado de bachiller en Genética y Biotecnología,[20] ello tras haber obtenido una nota aprobatoria en la presentación de un trabajo de investigación.[23] El título profesional de Biólogo Genetista Biotecnologo se puede obtener tras la sustentación de tesis, la aprobación de un trabajo de suficiencia profesional u otra modalidad dispuesta por la Facultad.[23]
- Escuela Profesional de Microbiología y Parasitología: encargada de la formación de alumnos con conocimientos en microorganismos y agentes patógenos. Los estudios de pregrado se dividen en cuatro ciclos (dos años) de estudios generales y seis ciclos (tres años) de especialidad.[24] Concluidos satisfactoriamente y tras haber obtenido una nota aprobatoria en la presentación de un trabajo de investigación,[23] se obtiene el grado de bachiller en Microbiología y Parasitología.[21] Se puede optar por el título profesional de Biólogo - Microbiólogo - Parasitólogo luego de la sustentación de tesis, la aprobación de un trabajo de suficiencia profesional u otra modalidad dispuesta por la Facultad.[23]

#### Posgrado
La facultad ofrece diversos programas de posgrado con una orientación multidisciplinaria. El programa de maestría es de dos años, incluye cursos, seminarios, tutorías, un examen de calificación, una tesis y un examen de grado. La Facultad de Ciencias Biológicas cuenta con Maestrías en Botánica tropical (con tres menciones: Botánica Económica, Etnobotánica y Taxonomía y Sistemática Evolutiva); Ecosistemas y Recursos Acuáticos (con menciones en: Ecosistemas Acuáticos, Acuicultura y Evaluación y Manejo de Recursos Pesqueros); Zoología (con tres posibles menciones: Ecología y Conservación, Sistemática y Evolución y Morfología y Fisiología); Biología Molecular; Genética y Biodiversidad y Gestión de Ecosistemas. También destaca el programa de doctorado con una duración de tres años, los cuales incluyen seminarios, tutorías, un examen de calificación, una tesis y un examen de grado. Ofrece Doctorado en la especialidad de Ciencias Biológicas. Además de los programas anteriores, también se brinda estudios de segunda especialidad en Parasitología en Animales Silvestres y Acuáticos con una duración de dos años (cuatro semestres).

## Infraestructura y servicios

### Biblioteca
La Facultad de Ciencias Biológicas cuenta con su propia biblioteca especializada, la misma que se encuentra interconectada a través del Sistema de Bibliotecas (siglas: SISBIB) con la Biblioteca Central Pedro Zulen de la Universidad de San Marcos. Esta unidad provee un apoyo esencial a la comunidad universitaria en el fomento del estudio, la docencia y la investigación. La biblioteca fue reinaugurada en septiembre del 2020 tras ampliarse el pabellón en el que se ubicaba. Así, actualmente cuenta con un área aproximada de trescientos cincuenta metros cuadrado y se encuentra en el tercer piso del denominado pabellón de docencia.

### Museos universitarios
- Museo de Historia Natural de la Universidad Nacional Mayor de San Marcos: creado en el año 1918 tras las gestiones de la otrora Facultad de Ciencias de la Universidad Nacional Mayor de San Marcos, actualmente se ubica en el distrito limeño de Jesús María.[37] Está encargado de recolectar, investigar y exponer organismos y muestras representativas del patrimonio natural del Perú y de la humanidad en lo concerniente a flora, fauna y geología. Así, cuenta con las siguientes salas de exhibición: Mamíferos, primates, reptiles y anfibios, invertebrados, aves, botánica, dinosaurios, fósiles, peces, y minerales.[38] Como parte de la Universidad de San Marcos, depende del Vicerrectorado de Investigación y Posgrado.[18] Orgánicamente, está compuesto de cuatro secciones: zoología, geociencias, botánica y ecología; las cuales, a su vez, se dividen en diferentes departamentos. La labor científica especializada está a cargo de docentes investigadores, sus muestras y especímenes forman parte de sus diversas colecciones científicas, mientras que las actividades de investigación son impulsadas por los laboratorios con los que cuenta el museo.[39]
- Museo Paleontológico de Sacaco: es una filial del Museo de Historia Natural de la Universidad Nacional Mayor de San Marcos. Ubicado en el departamento de Arequipa, alberga fósiles tales como el de una ballena perteneciente al parvorden Mysticeti que vivió a mediados del Mioceno medio y Plioceno inferior,[40] y el reciente descubrimiento del cachalote enano más antiguo del género Kogia a nivel mundial;[41] ambos descubrimientos bajo la dirección de equipos de paleontólogos del Museo de Historia Natural.[42]

Es en ese sentido que el Museo de Historia Natural establece estrechos vínculos con la Facultad de Ciencias Biológicas, tanto por la presencia de investigadores sanmarquinos, la labor en la formación de jóvenes estudiantes (a través de la consulta en su biblioteca especializada, el dictado de talleres y cursos, etc.) y el establecimiento de seis de sus laboratorios (tres de la sección de botánica, dos de hidrobiología y pesquería y uno de zoología) en las instalaciones de dicho museo.

## Investigación

### Institutos de investigación
- Instituto de investigación de Ciencias Biológicas Antonio Raimondi (ICBAR): Fue creado el 18 de octubre de 1977. Su nombre fue escogido en honor al investigador naturalista italiano Antonio Raimondi, especializado en la fauna, flora y geología peruana. Tiene como objetivo la producción y publicación científica en temas como la biotecnología, biodiversidad y ecología, producción y manejo de los recursos biológicos y salud y sanidad. Su sede se ubica en el pabellón de investigación de la Facultad de Ciencias biológicas, al interior de la ciudad universitaria. Cuenta con 118 miembros investigadores, quienes hacen uso de los varios laboratorios ubicados tanto dentro de la ciudad universitaria como fuera de esta (el Museo de Historia Natural de Lima, el Instituto Veterinario de Investigaciones Tropicales y de Altura (IVITA) en Pucallpa e Iquitos, etc. Tiene como directora a Martha Valdivia Cuya, quien preside el Comité Directivo del Instituto, integrado por Egma Mayta Huatuco, Guillermo Álvarez, Franz Cardoso y Max Hidalgo. Adicionalmente, lleva a cabo anualmente la denominada Reunión Científica ICBAR y dirige la Revista Peruana de Biología.[44]

### Grupos de investigación
La facultad cuenta actualmente con los siguientes grupos de investigación:
- Acuicultura y nutrición de organismos acuáticos (ACUINOA)
- Aplicación clínica de recursos naturales (ACLIREN)
- Biodiversidad de ecosistemas neotropicales (BIOECONE)
- Biodiversidad y ecología de ambientes acuáticos continentales (BIOAQUA)
- Biodiversidad y taxonomía de invertebrados marinos para conservación y manejo de ambientes marinos (BIOTINV)
- Biología molecular de parásitos y de recursos pesqueros (BIMPARPE)
- Biología Molecular y biotecnología (BIMOTEC)
- Biología, ecología y cultivo, hacia el aprovechamiento sostenible del recurso alga (ALGAS)
- Bioprospección de microorganismos con potencial biotecnológico (BIOMITEC)
- Biota acuática (ZOOPEZ)
- Biotecnología para la remediación (BIOREM)
- Biotecnología reproductiva para la conservación y mejora genética animal (BIOTRA)
- Calidad biológica y físico-química de alimentos, aguas y ambientes (CALAMB)
- Citogenética y sistemas modelo de Drosophila (CISMOD)
- Delimitación de la biodiversidad de especies y macroevolución (DELBIOMA)
- Diversidad de mamíferos y sus parásitos y su implicancia en enfermedades zoonóticas emergentes (DIMAPA)
- Diversidad y sistemática de artrópodos neotropicales (DISAN)
- Ecología y genética de virus emergentes y reemergentes (ECOVIRUS)
- Estudio de las poblaciones amenazadas de la flora (FLORAM)
- Evolución molecular de la biota en el Perú (EMBPE)
- Genes, cromosomas y genomas de mamíferos (GECROGEM)
- Genómica funcional de microorganismos y biorremediación (MICROGEN)
- Genómica y metagenómica de la biodiversidad (GENBIO)
- Genética de enfermedades metabólicas (GENMETAB)
- Grupo de investigación en bioeconomía (BIOECON)
- Grupo de investigación en ecosistemas marinos y costeros (ECOMAC)
- Grupo de investigación en recursos genéticos (RECGEN)
- Grupo de investigación en toxinas de origen animal y sus antivenenos (TOXIVEN)
- Grupo de investigación en bioinformática y biología estructural (GIBIOBES)
- Inmunología Parasitaria en Humanos y Animales de Importancia en salud pública (UNPAFCB)
- Inmunomoduladores y antitumorales de origen natural y sintético (MODULANS)
- Investigación y desarrollo de procesos biotecnológicos agroindustriales y ambientales (PROBAA)
- Recursos naturales y bioactivos (RENABIO)
- Reproducción, biología del desarrollo y ecotoxicología (BIOTOXIC)
- Restauración ecológica de ecosistemas terrestres y acuáticas del Perú (RESTAS)
- Virología clínica molecular inmunopatogénesis y antivirales (VIRMOLPA)

### Laboratorios
La facultad cuenta con cincuenta y seis laboratorios tanto dentro como fuera de la ciudad universitaria. Se organizan según las siguientes secciones:
Sección Biología Celular y Genética

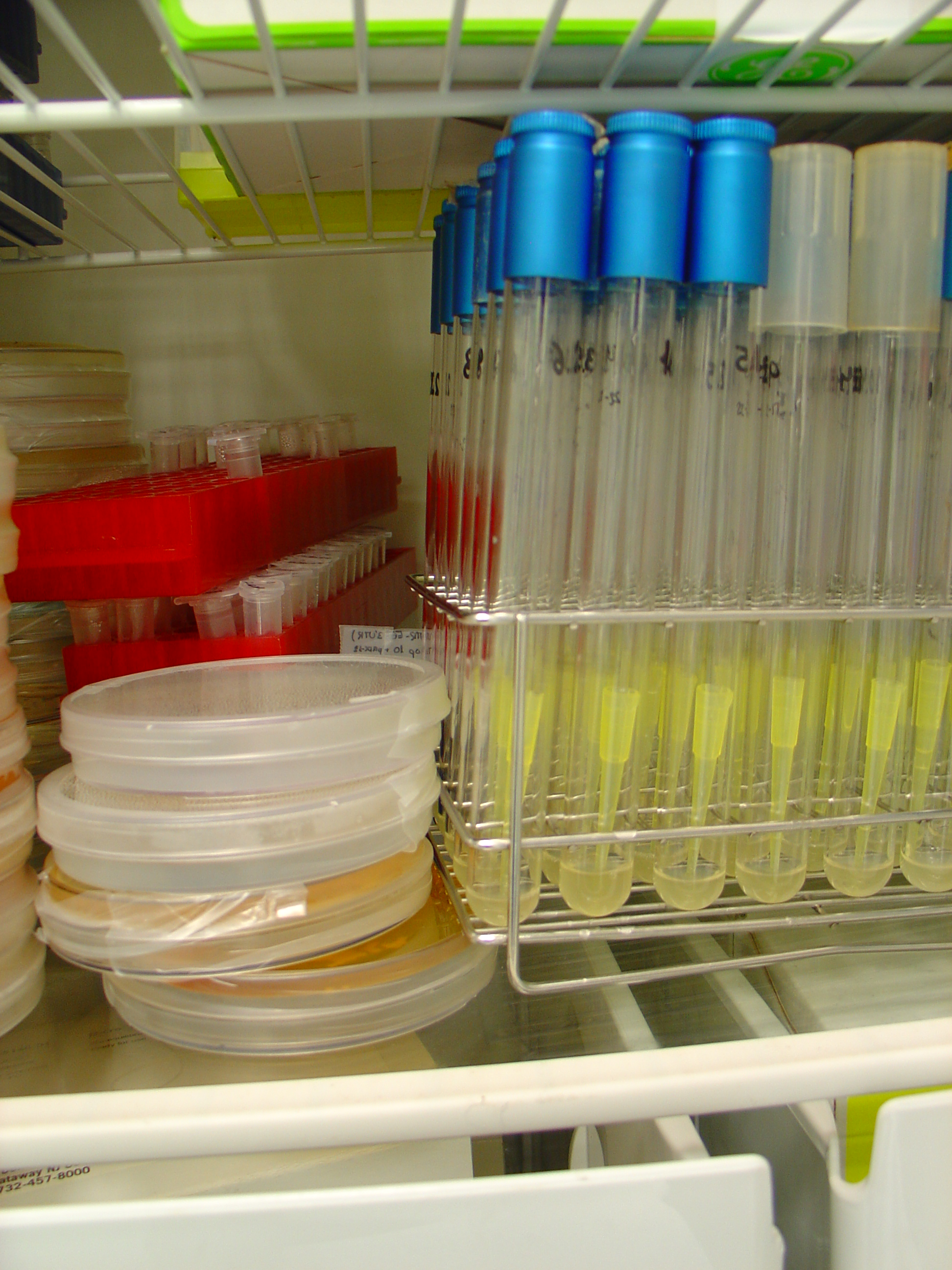
Algunos instrumentos al interior de un frigorífico en las instalaciones de un laboratorio de genética: placas de Petri con cultivos en medio sólido, gradillas de tubos de cultivos en medio líquido, entre otros.

- Laboratorio de biología acuática y acuicultura (LABAA): realiza investigaciones en crustáceos y peces basadas en el manejo de sistemas de cultivo controlado para entender el funcionamiento de las especies; así mismo, lleva a cabo bioensayos con sustancias e insumos de diverso tipo en condiciones controlados. Actualmente se está implementando la investigación en genética molecular. Cuenta con dos socios estratégicos internacionales: la Universidad del Sur de Brasil y la Empresa Piscicultura Panamá; y socios nacionales tales como la Universidad Nacional de la Amazonia Peruana, la Universidad Nacional del Altiplano, la Estación Experimental IVITA (Pucallpa), entre otros.[43] Cabe resaltar que esta última estación experimental depende de la Facultad de Medicina Veterinaria —como parte de su Instituto Veterinario de Investigaciones Tropicales y de Altura—, se ubica en la provincia de Coronel Portillo (región Ucayali)[48] y realiza estudios sobre producción acuícola y bovina.[49]
- Laboratorio de Genética Humana: abarca tres tipos de actividades: investigación en las áreas de la citogenética humana y la genética molecular humana, la docencia (a través de las prácticas en el marco de la escuela profesional de Genética y Biotecnología) y el servicio académico asistencial en genética humana. Actualmente desarrolla proyectos de investigación con el objetivo de caracterizar las posibles variables moleculares de los genes nucleares MBL2 y ACE en el caso de algunas etnias peruanas.[43]
- Laboratorio de Recursos Genéticos y Biotecnología: sus investigaciones se basan en la conservación, aprovechamiento y manejo de los recursos genéticos vegetales disponibles. Para ello hace uso de técnicas in vitro con fines de conservación, técnicas de regeneración, aquellas de tipo bioquímicas y moleculares, entre otras; tanto en plantas ornamentales y frutales como en tubérculos andinos y raíces. Asimismo, ofrece los servicios de producción de semillas, asesorías, estudios de impacto ambiental y consultorías en temas de gestión de investigación y propiedad intelectual.[43]
- Laboratorio de Citogenética «Luis Alberto Tellería Cáceres»: realiza investigaciones con el objetivo de brindar una variable más para la caracterización de la biodiversidad presente en nuestro ecosistema. Así, ha realizado la caracterización citogenética de animales tales como la Rhynchosciara americana y plantas como la Capsicum pubescens; adicionalmente, cuenta con un cepario de Drosophila melanogaster. Con el fin de hallar posibles efectos nocivos de la identificación de radiofrecuencia (RFID) en el desarrollo de dicha especie, recientemente ha iniciado labores de investigación en colaboración con el Instituto Nacional de Investigación y Capacitación de Telecomunicaciones de la Universidad Nacional de Ingeniería (Perú) (INICTEL-UNI), el  laboratorio  de  Biología  Molecular  del  Instituto  Peruano  de  Energía  Nuclear (IPEN), NASA  Ames  Research  Center, etc.[43]
- Laboratorio de Genética: realiza investigaciones sobre diversidad genética tanto a nivel cromosómico y molecular como morfológico y fenotípico, con un particular énfasis en los recursos nativos. Algunas de sus áreas de interés incluyen el acceso a recursos biológicos y genéticos con fines de docencia e investigación y el establecimiento de relaciones con aquellas comunidades y/o asociaciones dedicadas al manejo y conservación de los recursos genéticos.[43]
- Laboratorio de Radiobiología: parte de sus actividades se desarrollan en el marco de la Red Latinoamericana de Dosimetría Biológica (LBDNET),[50] tales como las reuniones técnicas con el fin de armonizar los protocolos, investigación para la implementación de nuevas tecnologías biodosimétricas, entre otras. Es aquí donde tiene lugar la planificación de clases y estandarización de prácticas para dos de los cursos ofrecidos por la facultad de ciencias biológicas: Antropología Biológica y Radiobiología.[43]

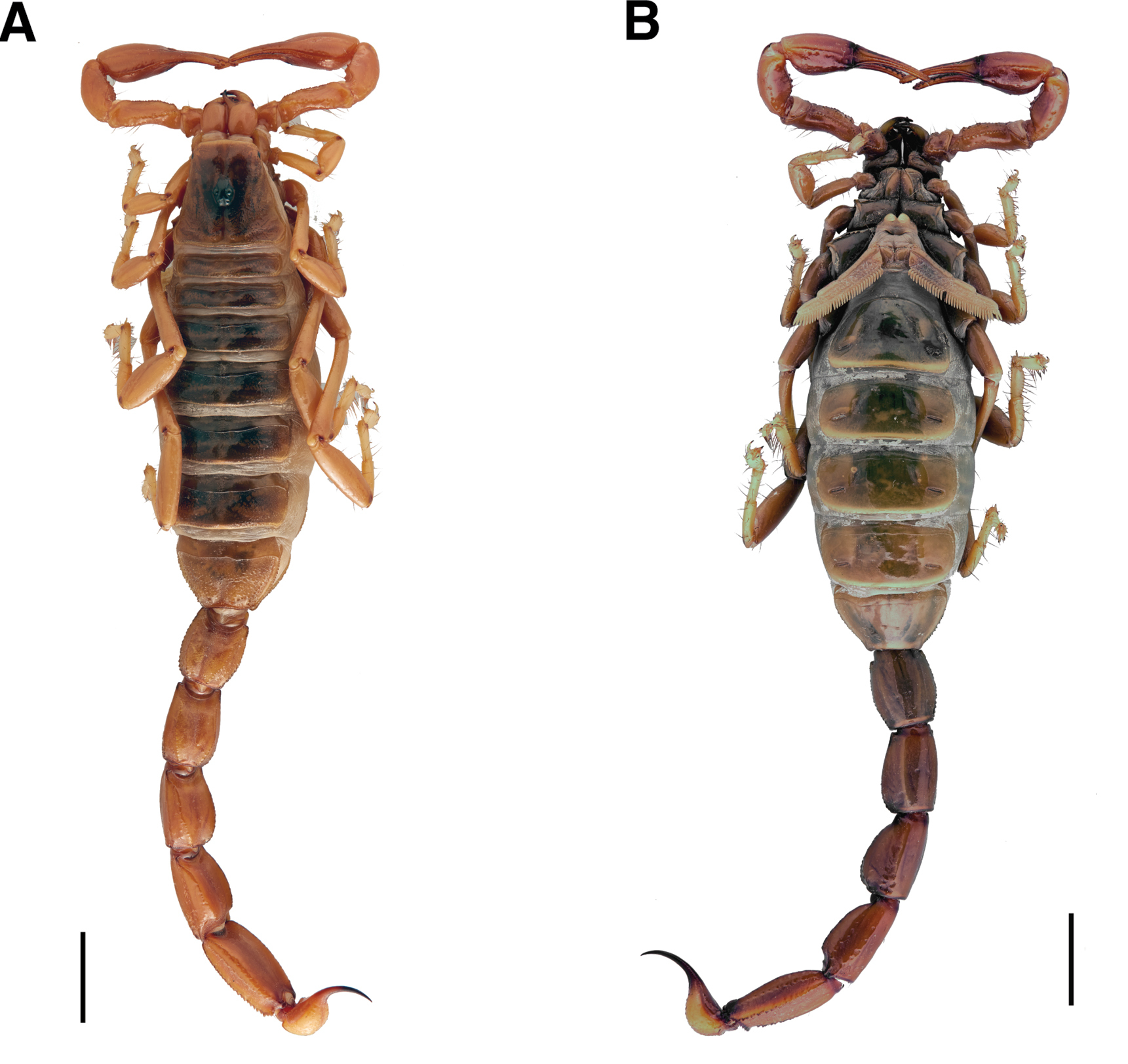
Aspecto dorsal (A) y ventral (B) de un espécimen femenino de Brachistosternus ehrenbergii.

- Laboratorio de Bioquímica de Toxinas Naturales: realiza investigaciones sobre la acción bioquímica y composición (ciertas enzimas) de los venenos de escorpiones ubicados en territorio nacional. Así, por ejemplo, principios activos como las insectotoxinas podrían ser de utilidad en el control de plagas; mientras que los péptidos antibacterianos podrían tener un potencial uso en el tratamiento de enfermedades causadas por bacterias patógenas. Analiza el veneno de especies de escorpiones tales como el H. bustamantei, Brachistosternus ehrenberghii, Tityus footei, entre otros.[43]
- Laboratorio de Genética de las Enfermedades Metabólicas: sus investigaciones se centran en enfermedades tales como la Diabetes mellitus tipo 2, las afecciones cardiovasculares y la obesidad; ello centrado en la interacción sostenida entre los genes y el medio ambiente para la determinación de pautas farmacológicas y nutricionales personalizadas. Recientes investigaciones han permitido la postulación de la Calpaina 10 (CAPN10) como genes candidatos tanto a la obesidad como a Diabetes mellitus de tipo 2. L.[43] Destaca la labor de la bióloga Mónica Paredes, directora del laboratorio, especialista en los factores genéticos que influyen en el desarrollo de la obesidad y diabetes y ganadora del Premio Nacional L’Oréal-UNESCO-CONCYTEC –ANC- Por las mujeres en la Ciencia en el año 2008.[51]
- Laboratorio de Biología Celular: realiza investigaciones sobre la actividad biológica de metabolitos secundarios en la proliferación celular, ello con el objetivo de identificar nuevas moléculas con potencial de tipo antitumoral. Adicionalmente, ha incursionado en la búsqueda de soluciones para el Alzheimer a través de aquellas actividades de sustancias químicas que puedan encontrarse en las células del sistema nervioso.[43]
- Laboratorio de Genética Evolutiva: sus investigaciones se centran en la determinación de especies de díptedos (tales como los géneros Drosophila y Zaprionus) y el mantenimiento de moscas (mutantes y silvestres). Establece comunicaciones con universidades tales como aquellas ubicadas en São Paulo (Brasil), la Universidad Metropolitana de Ciencias de la Educación (Chile) y la Pontificia Universidad Católica del Ecuador.[43]
- Laboratorio de Bioquímica: sus investigaciones se centran principalmente en la caracterización tanto bioquímica como molecular de la respuesta de invertebrados y peces con el objetivo de identificar sus mecanismos de adaptación ante diferentes estímulos; ello además del interés en el aislamiento y caracterización de aquellas toxinas presentes en animales invertebrados, situación que afecta a los organismos superiores. Realiza además análisis de marcadores moleculares para la identificación de especies y aquellos referentes al índice ARN/ADN y de proteínas totales con el objetivo de determinar el estado nutricional de los organismos.[43]
- Laboratorio de Biología Molecular: creado hace más de treinta y cinco años, sus investigaciones se centran en los venenos de orígenes animal: su identificación, caracterización tanto bioquímica como biológica, el análisis de sus secuencias nucleótidas y principios activo, etc. Abarca tres áreas fundamentales: la caracterización de enzimas presentes en el veneno de arañas y serpientes tales como las Lachesis muta y Bothrops atrox, estudios sobre la preparación de sueros que hicieron posible el preparar venenos en gallinas y estudios moleculares que permitieron el establecimiento de secuencias genéticas de sus principios activos. Cuenta con socios científicos tales como la Fundación Ezequiel Dias, la Universidad Federal de Minas Gerais —ambos en Brasil—,  el Instituto Clodomiro Picado en Costa  Rica, etc.[43]

Sección Botánica

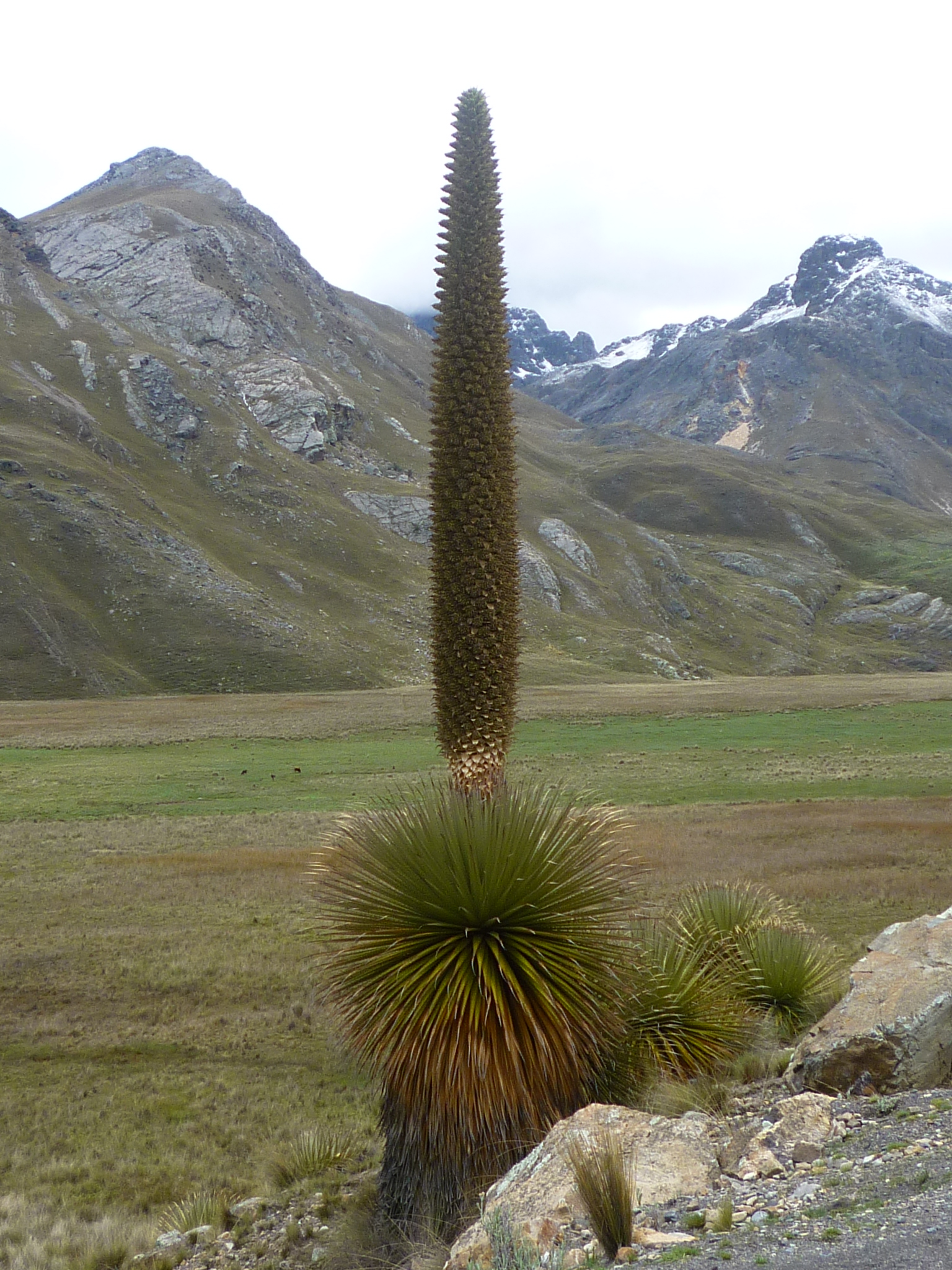
Puya raimondii en la provincia de Huaraz, Perú.

- Laboratorio de Fisiología Vegetal: sus investigaciones versan sobre la propagación de especies vegetales de tipo silvestre, su rescate y reubicación; su objetivo principal es contribuir a su conservación mediante el establecimiento de un banco de semillas. Particularmente, se centran en aquellas especies de tipo altoandinas, como la Puya Raimondii, la cual fue objeto de investigaciones sobre propagación tanto a nivel de laboratorio, vivero y campo.[43]
- Laboratorio de Taxonomía Vegetal: realiza investigaciones sobre taxonomía, sistemática y distribución tanto de las Dicotiledóneas como de las Monocotiledóneas; así como algas continentales y los diversos especímenes de Briofitas. Su labor se centra en la elaboración de inventarios de biodiversidad y la actualización de su nomenclatura. Mantiene contacto con instituciones como el Smithsonian Tropical Research Institute, el New York Botanical Garden —ambos en Estados Unidos—, el Instituto de Botánica Darwinion —Argentina—, entre otras.[43]
- Laboratorio de Ficología Marina: realiza investigaciones sobre ecología, biología y cultivo de algas. Aquí se llevan a cabo muestreos ecológicos de poblaciones de algas de tipo intermareales, capacitaciones sobre el cultivo y uso de macroalgas marinas, etc. Desde el año 1999 se han desarrollado investigaciones sobre algas como el Chondracanthus chamissoi —conocido como cochayuyo o yuyo—, Gracilariopsis lemaneiformis y Macrocystis pyrifera; ello facilitado por una sala de cultivo que permite su producción a partir de esporas.[43]
- Laboratorio de Fitología Aplicada: aquí se llevan a cabo investigaciones sobre fitorremediación de ecosistemas terrestres que han sufrido contaminación, restauración de ecosistemas degradados, conservación de recursos vegetales, fijación del nitrógeno atmosférico molecular en beneficio de la agricultura, cambio climático, etc.[43]
- Laboratorio de Anatomía y Farmacognosia Vegetal: se centra en la investigación de plantas de posible interés medicinal en base al conocimiento conservado en diversas etnias; entre ellas se encuentran aquellas de propiedades cardiovasculares, gatrointestinales, analgésicas, neurológicas y antiinflamatorias. Para ello se llevan a cabo trabajos de campo, colectas de muestras en los lugares de origen, verificación de su distribución e información por parte de los pobladores, elaboración de herbarios, preparación de extractos —sean estos hidroalcohólicos o acuosos—, tamizajes preliminares de tipo fitoquímico, elaboración de láminas histológicas y análisis finales de pigmentos y bioensayos de los productos resultantes.[43]

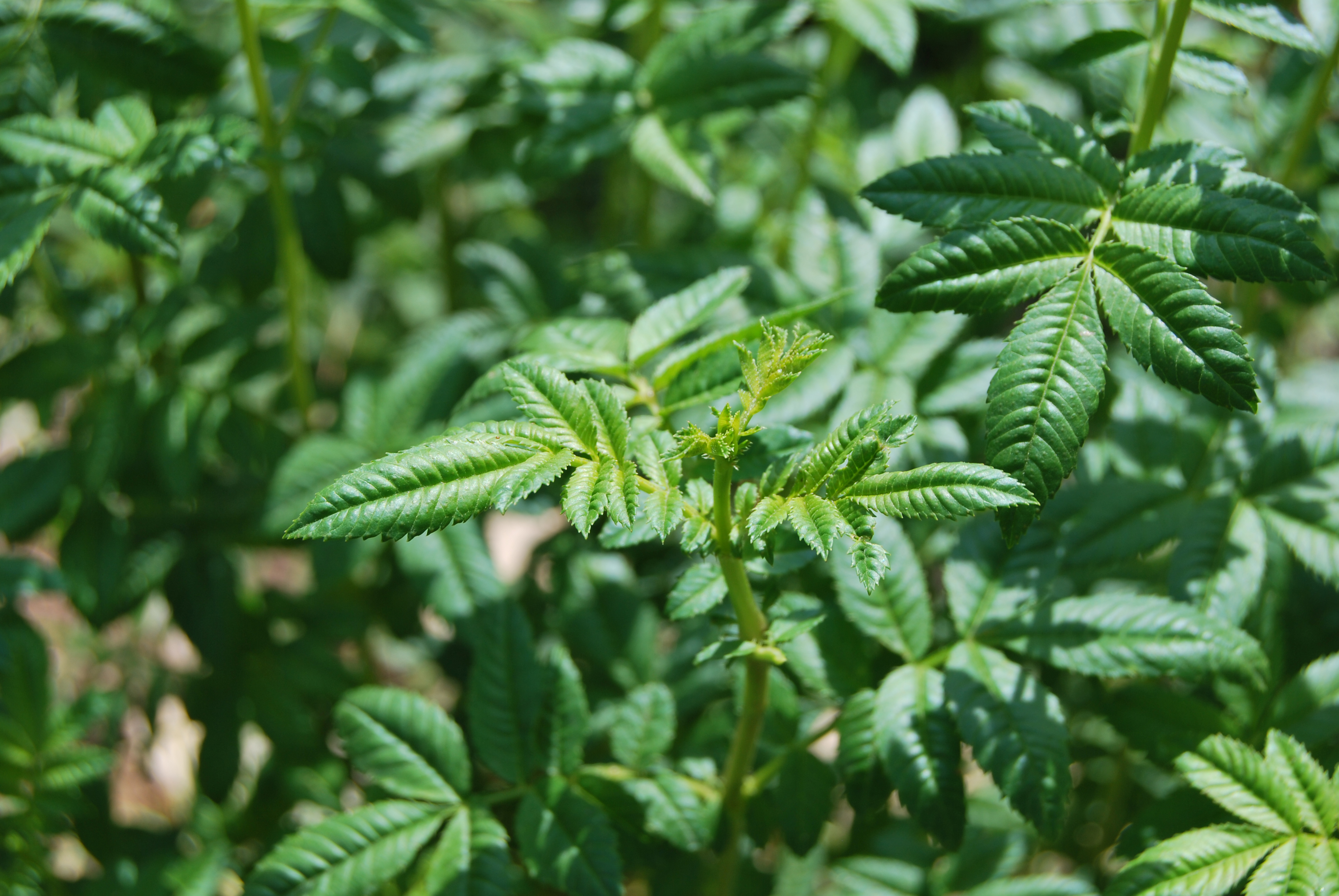
Tagetes elliptica, chincho o suyku, en Huancayo, Perú.

- Laboratorio de Plantas Medicinales y Alimenticias: algunos de los servicios que ofrece son los de asesoría en la identificación de angiospermas y gimnospermas que posean propiedades tanto alimenticias como medicinales, elaboración de material didáctico dirigido a colegios y universidades y asesorías para el mantenimiento de viveros, jardines y  una adecuada germinación de semillas.[43] En el año 2013, brindó asesorías para la realización del proyecto «Estudio anatómico, morfológico y fitoquímico de plantas medicinales para extraer posibles compuestos que presenten algún efecto a nivel neurológico», dirigido por un grupo de estudiantes con el fin de identificar fuentes antioxidantes naturales en plantas como la Phyllanthus niruri, Passiflora quadrangularis, Tagetes elliptica, entre otras.[52]
- Laboratorio de Sistemática de Macroalgas: realiza investigaciones (estudios taxonómico-sistemáticos) sobre especies de microalgas marinas con el fin de contribuir al conocimiento de la flora local. Colabora tanto con los laboratorios del Servicio de Consultoría en Áreas Marinas y Ficología Marina, como con el Grupo de Investigación de Ecosistemas Marinos Costeros de Suramérica (SARCE).[43]

Adicionalmente, la Facultad de Biología cuenta con tres laboratorios de botánica en la sede del Museo de Historia Natural de la Universidad Nacional Mayor de San Marcos:
- Laboratorio de Etnobotánica y botánica económica: creado en el año de 1986, cuenta con dos laboratorios, uno de arqueobotánica y un segundo de etnobotánica. El primero de ellos fue organizado en 2005 con el fin de realizar actividades de investigación en base al material botánico recuperado de contextos arqueológicos. Por otro lado, el laboratorio de etnobotánica tiene como objetivo la investigación de especies de flora como parte de la cultura tradicional peruana; así, se cuenta con una colección etnobotánica que contiene alrededor de diez mil especímenes herborizados, manufacturas con valor agregado confeccionadas basándose en fibras vegetales, muestras de partes de plantas conservadas en soluciones de glicerina y/o alcohol, entre otros.[43]
- Laboratorio de Florística, departamento de Dicotiledóneas: tiene como objetivo el análisis e investigación de la flora peruana, particularmente, la distribución geográfica y taxonomía de plantas vasculares y no vasculares (líquenes). Adicionalmente, se llevan a cabo estudios sobre temas de biogeografía, conservación de la biota peruana mediante exploraciones, estudio de áreas de interés para la conservación, etc.[43]
- Laboratorio de Gimnospermas y Monocotiledóneas: sus temas de interés científico abarcan la anatomía, taxonomía de especies y géneros y distribución ecológica, particularmente, de las familias Orchidaceae del Perú, Bromeliaceae, Zamiaceae y Arecaceae. Coopera con instituciones nacionales tales como el Instituto de Investigaciones de la Amazonía Peruana (IIAP) y la Estación IVITA Pucallpa; e internacionales a través del Conservatorio y Jardín Botánico de Ginebra, el Jardín Botánico de Zúrich y el  Instituto de Investigación para el Desarrollo (IRD).[43]

Sección Hidrobiología y Pesquería

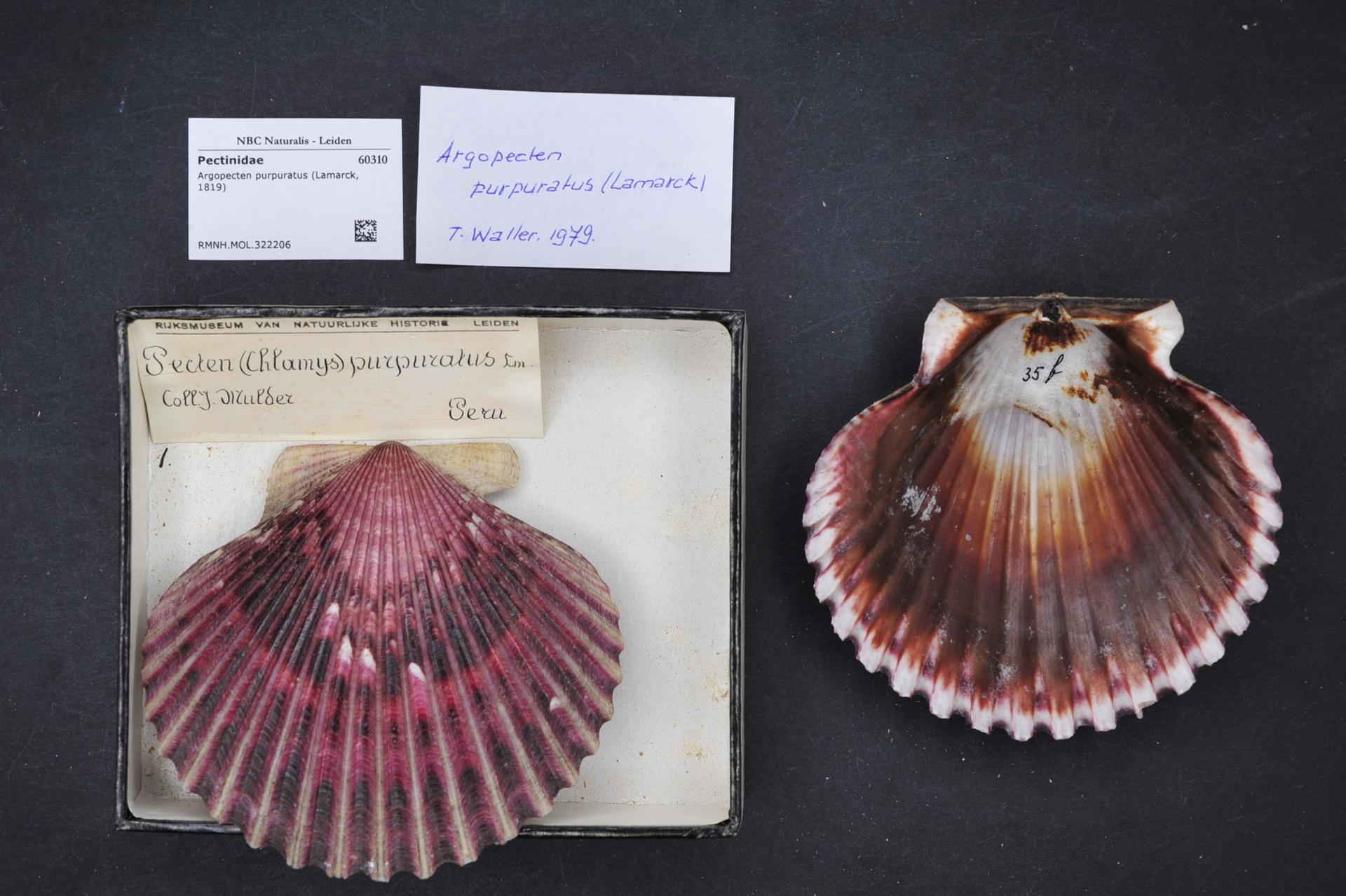
Argopecten purpuratus obtenida en territorio peruano en el año 1979.

- Laboratorio de Ecología Molecular y Biodiversidad Acuática: basa sus investigaciones en la interacción y evolución de los organismos acuáticos así como su relación con otros organismos, su medio físico y la caracterización de sus componentes genético-moleculares a través del uso de información biológica pesquera y marcadores moleculares basados en el ADN. Algunas de las investigaciones realizadas son: la reconstrucción de la historia filogeográfica de las principales especies del mar peruano y la caracterización de la diversidad genética y estructura genético poblacional de los principales recursos del mar peruano usando regiones mitocondriales y nucleares, entre otras. Así, los resultados obtenidos sobre el estatus genético poblacional de los recursos marinos son reportados al Instituto del Mar del Perú (IMARPE); institución con la que junto a la Universidad San Martín de Porres, se ha venido incentivando la formación de una red de estudio. Desarrolla además investigaciones sobre poblaciones de Merluccius gayi peruanus —conocido como merluza—, Engraulis ringens —conocido como anchoveta—, Argopecten purpuratus —concha de abanico—, etc.[43]
- Laboratorio de Acuicultura y Nutrición de los Organismos Acuáticos: sus estudios se desarrollan en relación con la nutrición de los organismos acuáticos con énfasis en aquellas especies nativas con potencial de cultivo como fuentes alimenticias con alto contenido proteico. Así, contempla estudios del sistema digestivo de Pseudoplatystoma fasciatum —conocido como doncella— como posible especie de cultivo, la elaboración de dietas con los subproductos provenientes tanto de la agricultura, ganadería, pesquería y acuicultura, etc.[43]
- Laboratorio de Ecología Marina: las investigaciones llevadas a cabo en su interior están dedicadas a la ecología, taxonomía y biología de invertebrados marinos —con énfasis en los invertebrados bentónicos y aquellos de interés comercial—. Así, uno de los temas que aborda es el impacto biológico del cambio climático, la variabilidad ambiental, los eventos El Niño y la Niña, etc.[43] Junto al Instituto Geofísico del Perú, desarrolló en 2013 el proyecto «Impacto de la Variabilidad y Cambio Climático en el ecosistema de los manglares de Tumbes, Perú»; financiado por el International Development Research Centre canadiense.[53][54]

Adicionalmente, la Facultad de Biología cuenta con dos laboratorios de hidrobiología y pesquería en la sede del Museo de Historia Natural de la Universidad Nacional Mayor de San Marcos:
- Laboratorio de Ictiología: sus investigaciones sobre la variedad de peces continentales fueron iniciadas en 1971, cuyas muestras han sido exitosamente inventariadas luego de colectas científicas a lo largo del territorio nacional. Así, la colección de peces fue iniciada por el zoólogo alemán Hans Willhem Koepcke en 1949, labor continuada posteriormente con las muestras recolectadas por el profesor Hernán Ortega en la cuenca del río Ucayali desde 1971.[55]  Al día de hoy continúan las labores de inventariado tanto de especímenes provenientes de los ríos costeros como aquellos de áreas altoandinas y sistemas fluviales como el amazónico. Se han realizado labores en áreas naturales protegidas como la Cordillera Azul, el parque nacional del Manu y el parque nacional Bahuaja-Sonene. Cuenta con una colección de ictiología de aproximadamente cuatrosciental ochenta mil especies. Adicionalmente, establece lazos de cooperación con instituciones como la Universidad de Sao Paulo y el Museo Americano de Historia Natural en New York.[43]
- Laboratorio de Limnología: sus investigaciones se enfocan en la diversidad y ecología de las comunidades biológicas habitantes de los ecosistemas acuáticos continentales. Así, sus temas de interés incluyen la diversidad del plancton en los ecosistemas acuáticos peruanos, la evaluación del perifiton de la Amazonía, evaluaciones limnológicas en humedales costeros y lagunas amazónicas y altoandinas, Copépodos de los subórdenes Calanoida y Cyclopoida, entre otros. Cuenta con colecciones científicas de Plancton, Perifiton, Diatomeas y Macroinvertebrados bentónicos.[43]

Sección de Microbiología y Parasitología

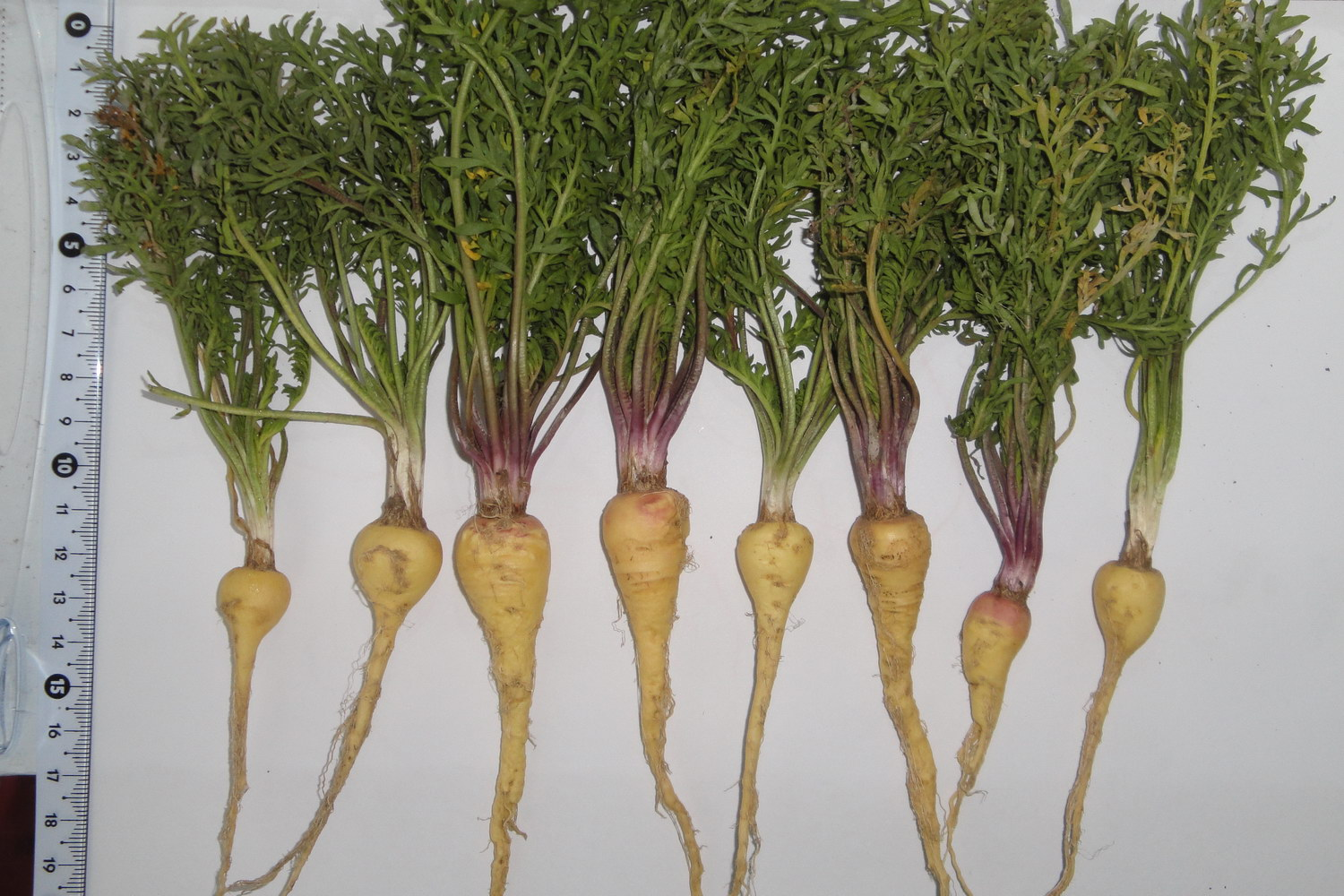
Raíces de Lepidium meyenii, conocida como maca.

- Laboratorio de Inmunología: sus investigaciones versan sobre dos áreas específicas: la inmunomodulación sobre la base de productos naturales de origen nativo y la inmunotecnología. Así, desde el año 2000 se ha trabajado en la evaluación de las propiedades inmunomoduladoras presentes en productos con base en raíces de Lepidium meyenni —conocida como maca—. Para ello, se hace uso de ensayos in vitro e in vivo. Por otro lado, los estudios en inmunotecnología han desarrollado exitosamente pruebas de ELISA indirecta para identificar anticuerpos contra patógenos presentes en la trucha arco iris, pruebas ELISA sándwich para la detección de antígenos de secreción-excreción de Fasciola hepática, entre otros.[43]
- Laboratorio de Bioprocesos Industriales: las investigaciones que se realizan en su sede tienen como objetivo el mejoramiento del manejo de microorganismos en los procesos de producción agroindustrial. Así, se buscan alternativas para solucionar los problemas de contaminación por residuos y efluentes industriales generados en el propio proceso productivo. Ha desarrollado proyectos sobre gestión ambiental dirigidos a empresas con el fin de cumplir con las normas de sostenibilidad vigentes, estudios de gestión ambiental, evaluación de procesos de escalamiento al interior del ramo productivo industrial, bioconversión para la identificación de microorganismos de interés industrial, entre otros.[43]
- Laboratorio de Micología Aplicada: basa sus investigaciones en el control de hongos filopatógenos y plagas a través de hongos entomopatógenos antagonistas, los mismos que son considerados cepas nativas en tanto son aislados de las zonas expuestas. Así, se estudia tanto su capacidad de producir enzimas que degraden polímeros complejos como el almidón, la celulosa y la lignina; como su capacidad para mitigar la contaminación producto de plaguicidas o como consecuencia de minerales como el zinc. Con dichos fines, se ha venido trabajando con el Beauveria sp como entomopatógeno capaz de controlar a Triatoma infestans, Schistocerca peruviana y Disdercus peruvianus.[43]
- Laboratorio de Control de Artrópodos y Vectores (lcav): sus estudios tienen como fin la aplicación de métodos para el control de vectores y artrópodos que son considerados importantes en la salud pública en tanto son capaces de reducir su densidad poblacional y no resultan dañinos para la salud del hombre; además de métodos para el control de plagas de tipo agrícolas. Dichos métodos de control implican el uso de virus, bacterias, peces, nematodos y metabolitos de plantas. Algunos de los estudios realizados en su interior son los de susceptibilidad, especificidad, DL90, DL50, entre otros.[43]

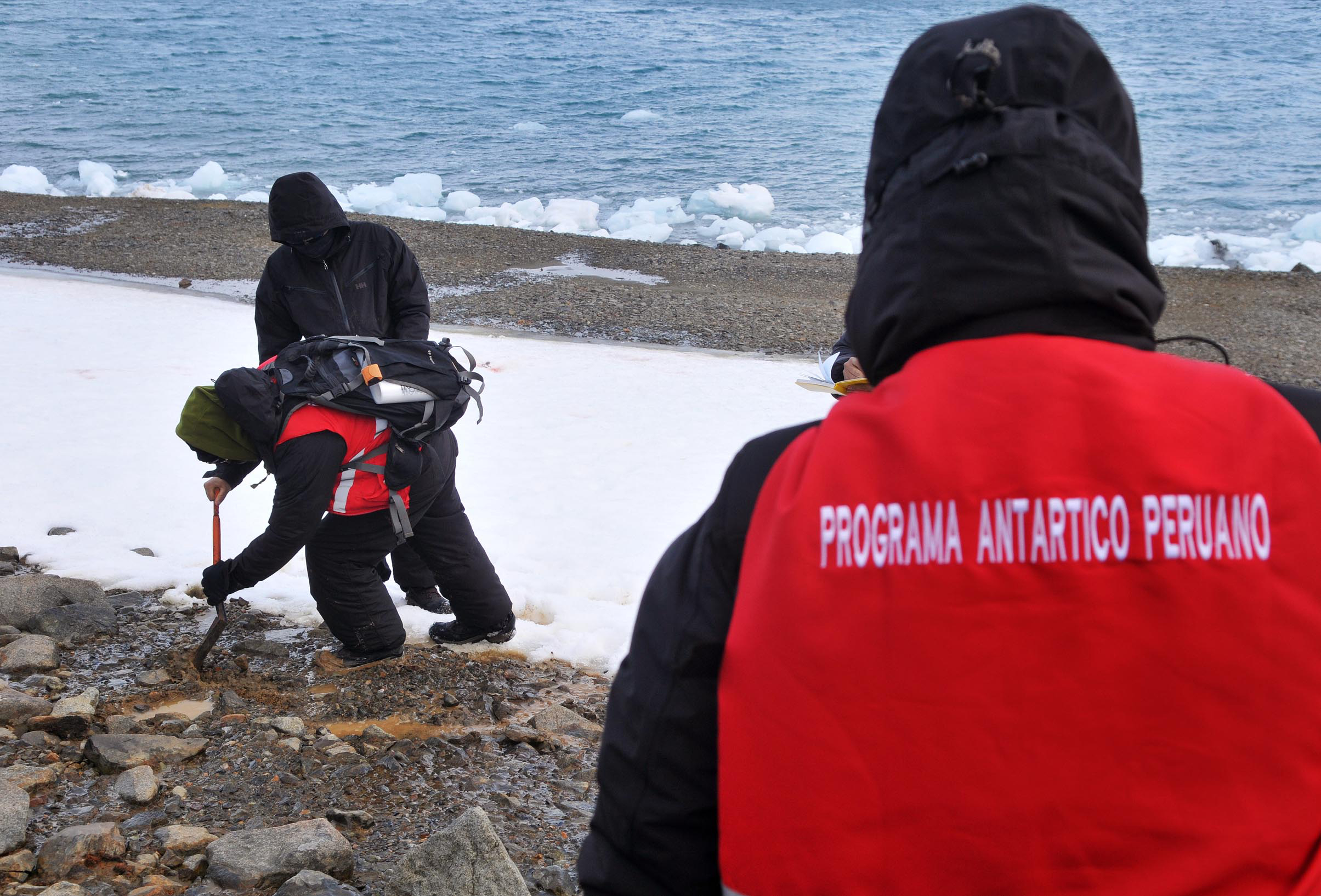
Expedicionarios peruanos en el 2015 realizando labores científicas en la Base Machu Picchu, ubicada en la Antártica.

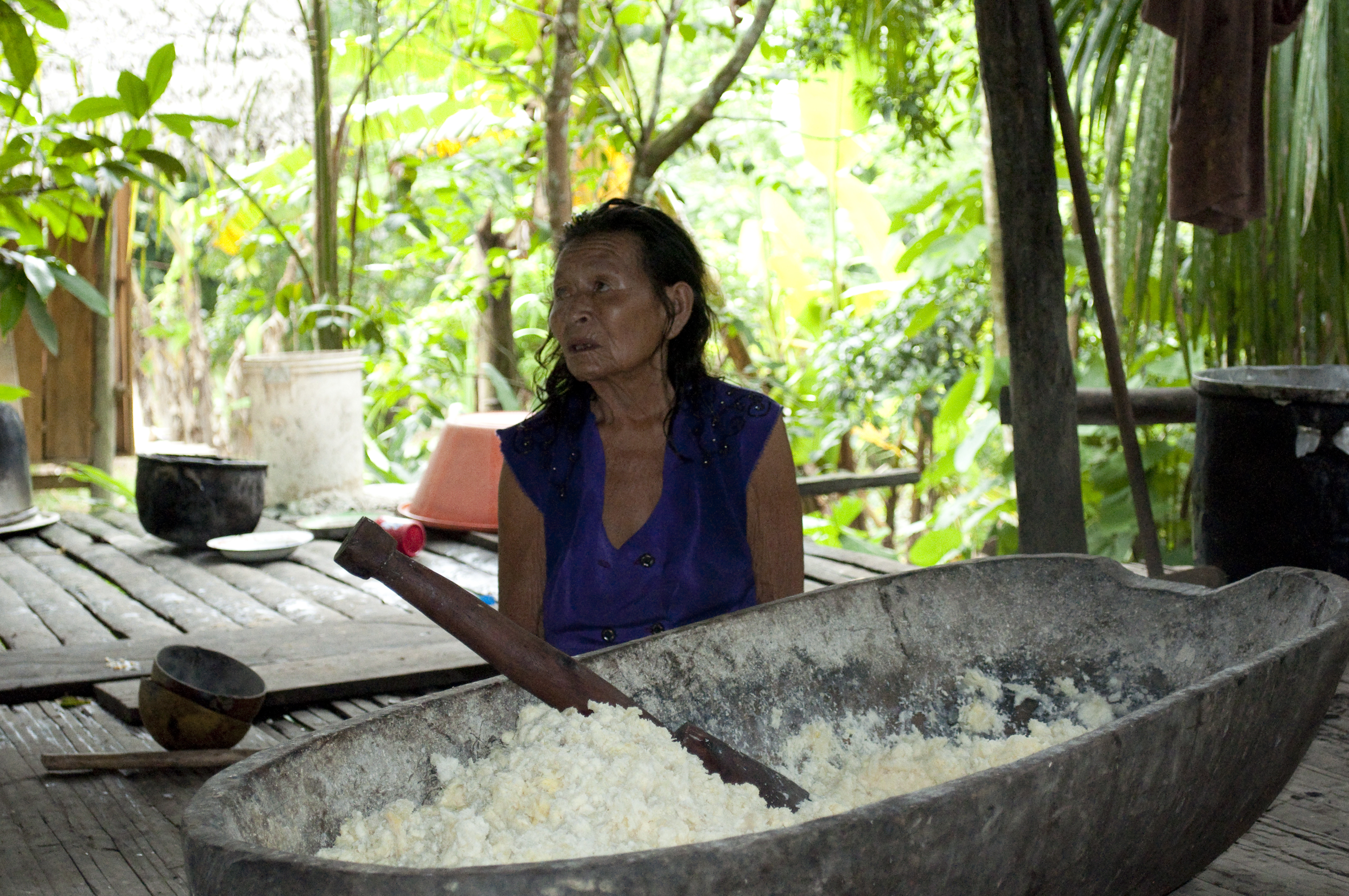
Mujer peruana preparando masato, bebida fermentada basándose en yuca.

- Laboratorio de Microbiología Ambiental y Biotecnología (Limab): sus investigaciones tienen como objetivo contribuir con el desarrollo de la microbiología ambiental y la biotecnología microbiana a través tanto de la producción de conocimiento como la oferta de servicios mediante la evaluación de parámetros microbiológicos. Así, brinda análisis microbiológicos en beneficio de la docencia universitaria, terceros y/o proyectos de investigación; brinda asesoría técnica en procesos de control de plagas agrícolas y enfermedades que afecten cultivos de exportación; se dedica a la restauración y recuperación de ambientes degradados, etc.[43]

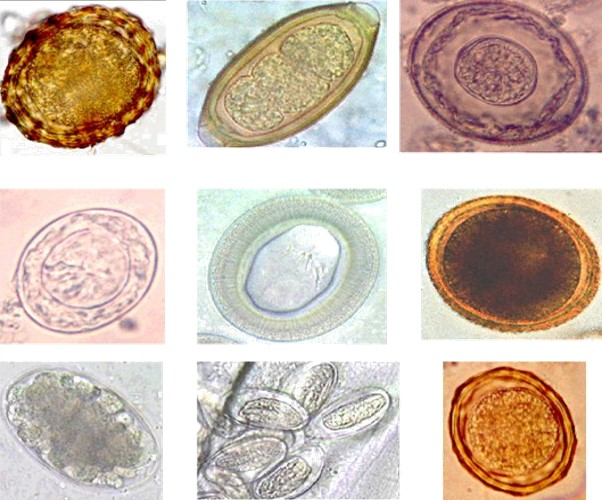
Huevos de diferentes especies de helmintos.

- Laboratorio de Parasitología en Fauna Silvestre y Zoonosis: las investigaciones llevadas a cabo en su interior versan sobre la biodiversidad parasitaria tanto en animales de vida silvestre terrestres, como acuáticos y aquellos con implicancia zoonótica. Así, uno de sus objetivos es la identificación taxonómica de aquellos parásitos importantes a nivel nacional y aquellos que producen zoonosis; ello con el fin de interrumpir sus ciclos biológicos para así evitar su transmisión. Cuentan con material parasitario como protozoarios, artrópodos y helmintos; mientras que los estudios de taxonomía son facilitados por diagnósticos inmunológicos y moleculares.[43]
- Laboratorio de Parasitología Humana y Animal (Lapha): estudia aquellos parásitos que afectan tanto al hombre como a los animales, para ello promueve la implementación de metodologías que permitan su identificación y el profundizamiento de los aspectos tanto biológicos como epidemiológicos de las infecciones parasitarias más importantes en salud pública. Alberga un área de paleoparasitología destinada a la investigación de problemas parasitarios en sociedades precolombinas, un área sobre nemátodos y un área de cestodos hymenolepídidos. Adicionalmente, mantiene cepas de Rodentolepis microstoma e Hymenolepis diminuta, así como un criadero de coleópteros con el fin de realizar estudios de susceptibilidad.[43]
- Laboratorio de Ecología Microbiana: forma parte del Grupo de Estudios Multidisciplinarios Recursos Naturales y Bioactivos y tiene como fin el análisis de la microbiota marina con particular énfasis en aquellas actinobacterias que generen sustancias bioactivas susceptibles de aplicación biotecnológica en la salud pública, acuicultura y ambiental. Adicionalmente, se dedica al estudio de bacterias productoras de enzimas hidrolíticas potencialmente útiles para su aplicación en biorremedación. Posee una colección de bacterias marinas del orden Actinomycetales aisladas tanto en sedimentos, invertebrados intermareales, como en peces. Se ha logrado el aislamiento y caracterización exitosa de actinomicetos o actinobacterias productoras de sustancias antibióticas, además de aquellos con actividad antagonista a patógenos que afectan a organismos fundamentales para la acuicultura.[43]
- Laboratorio de Virología Clínica Molecular: lleva a cabo investigaciones sobre agentes patógenos, interacción virus-huésped, detección tanto de antígenos como anticuerpos virales en humanos —principalmente los Retrovirus (HTLV-1)—, virus oncogénicos tales como el Papiloma Virus Humano (PVH), etc. Colabora con entidades tales como el Instituto Nacional de Salud del Perú y el Instituto de Medicina Tropical de la Facultad de Medicina de la Universidad de São Paulo.[43]

- Laboratorio de Microbiología y Biotecnología Microbiana: sus líneas de investigación versan sobre la biorremedación de aquellos ecosistemas contaminados por acción de hidrocarburos y metales pesados. Así, cuenta con un banco que alberga aproximadamente dos mil quinientas cepas bacterianas —cuarenta y cuatro de las cuales son bacterias psicrófilas aisladas en la Base Machu Picchu— con la capacidad de emulsificar y/o degradar hidrocarburos de petróleo aisladas en zonas impactadas con derrames de petróleo. Adicionalmente, se ha logrado producir 100 mg/L de un biosorbente de metales pesados basándose en la biomasa de Serratia marcescens M8A-2T y 2.47g/L de un biosurfactante de naturaleza ramnolipídica producido  por  la  cepa  de  Pseudomonas  aeruginosa PB  25.[43]
- Laboratorio de Micología: sus investigaciones analizan la presencia de hongos microscópicos tanto en estructuras de origen orgánicos y de importancia para el hombre, como en el aire de los ambientes cerrados y abiertos. Algunas acciones que se llevan a cabo son la identificación de los géneros y la especie en relación con la salud humana y el deterioro de los bienes; identificación de las características culturales, bioquímicas y fisiológicas tanto de los hongos como de los factores que favorecen su crecimiento; evaluación de la degradación de desperdicios orgánicos perjudiciales; entre otros.[43]
- Laboratorio de Microbiología Molecular y Biotecnología (Labmmb): realiza estudios sobre biología molecular de microorganismos y su aplicación biotecnológica. Algunos de sus temas de investigación incluyen la ecología microbiana de ambientes naturales y los estudios sobre patógenos en peces de relevancia para la acuicultura; biolixiviación, biorremedación y biometría; estudios sobre antígenos con el fin de desarrollar una vacuna contra la Bartonella bacilliformis, entre otros.[43]
- Laboratorio de Fagotipia: tiene como objetivo la caracterización y aislamiento de aquellos virus que infectan bacterias. Algunos de los virus bacterianos de interés son aquellos que infectan a cepas de Escherichia  coli, Aeromonas hydrophila, Pseudomonas aeruginosa y Vibrio cholerae. Particularmente, se ha identificado que los bacteriófagos tanto de Vibrio cholerae como de Pseudomonas aeruginosa pueden usarse para controlar la dispersión de bacterias en determinados ambientes; mientras que los fagos contra Escherichia coli pueden servir para el control de bacterias de dicho tipo de alimentos.[43]

- Laboratorio de Microbiología Industrial y Biotecnología Alimentaria: su funcionamiento data del año 1990 con actividades como el aislamiento de levaduras, bacterias acéticas y bacterias lácticas basándose en bebidas fermentadas tales como el masato y la chicha de jora. Tiene como objetivo el análisis de la biodiversidad levaduriforme y láctica susceptibles de poseer propiedades de fermentación y antimicrobianas. La caracterización tecnológica y bioquímica de la microbiana nativa busca la selección de levaduras killer, probióticos o cultivos iniciadores de bacteriocinas y otros metabolismos; ello con el fin de obtener una mayor homogeneidad en el aroma, sabor, textura y calidad sanitaria de alimentos y bebidas fermentados para consumo humano. Adicionalmente, aquellos organismos aislados e identificados forman parte del Banco de cepas CIPROLAC y constituyen la colección de cultivos puros única en su especie en territorio nacional.[43]

Sección Zoología
- Laboratorio de biología de anélidos poliquetos: realiza investigaciones enmarcadas en las actividades llevadas a cabo por el Instituto de Investigación Antonio de Ciencias Biológicas Antonio Raimondi (ICBAR) con el objetivo de incrementar el conocimiento sobre los anélidos poliquetos, su distribución e importancia. Algunas actividades incluyen tanto la descripción taxonómica como la estimación de la abundancia relativa de especies localizadas en los muestreos realizados en bahías como las del Distrito de Ancón y Chorrillos.[43]
- Laboratorio de biología y sistemática de invertebrados marinos (Labsim): las investigaciones llevadas a cabo en sus instalaciones versan sobre la biología, taxonomía, ecología y sistemática de los invertebrados marinos celomados con énfasis en los moluscos, poliquetos, equinodermos y crustáceos. Realiza actividades tales como la actualización de nomenclatura, la elaboración del inventario sobre la biodiversidad, estudios sobre comensalismo, formas de reproducción, macroinvertebrados asociados a las algas del infralitoral, etc. Cuenta además con vínculos con especialistas malacólogos miembros del Museo de Historia Natural de Santa Bárbara, University of British Columbia, University Boulevard, el Zhirmunsky Institute of Ma-rine Biology (órgano de la Academia de Ciencias de Rusia), entre otros.[43]
- Laboratorio de ecología: realiza investigaciones que incluyen análisis de poblaciones, estudios autoecológicos, análisis de comunidades y la identificación de patrones biogeográficos en la costa peruana. Uno de sus principales temas de interés es el relativo a la dinámica poblacional de aquellas especies de importancia ecológica y biológica; ello con el objetivo de determinar sus funciones en el estratado correspondiente. Para facilitar las actividades de investigación ligadas a la diversidad en diferentes sustratos y la influencia de dicho medio físico en la variabilidad de la diversidad, el laboratorio está equipado con microscopios compuestos, microscopios estereoscópicos, una balanza analítica de precisión, una estufa, computadoras, etc.[43]
- Laboratorio de entomología médica y veterinaria: realiza estudios y labores de vigilancia sobre aquellos insectos y arácnidos que pueden poner en riesgo la salud tanto de personas como mascotas; para ello, monitorea poblaciones de insectos vectores de enfermedades y artrópodos de importancia tanto médica como veterinaria. Algunas de sus actividades incluyen la disposición de un equipo capaz de acudir al llamado de los usuarios ante situaciones de emergencia por la presencia de insectos y arácnidos, recopila muestras de ejemplares proporcionados por usuarios con el fin de identificarlos y determinar su posible riesgo, prepara material de estudio para docencia y/o exposición científica, etc.[43]
- Laboratorio de investigaciones dulceacuícolas y de cordados: sus investigaciones tienen como objetivo el conocimiento de los problemas al interior de cuerpos de aguas continentales alto-andinas en los que se desarrolla la piscicultura intensiva. Ofrece asesorías para la solución de problemas ambientales; ello basado en la investigación, desarrollo, adaptación y transferencia tecnológica actualizada en el campo de la acuicultura.[43]

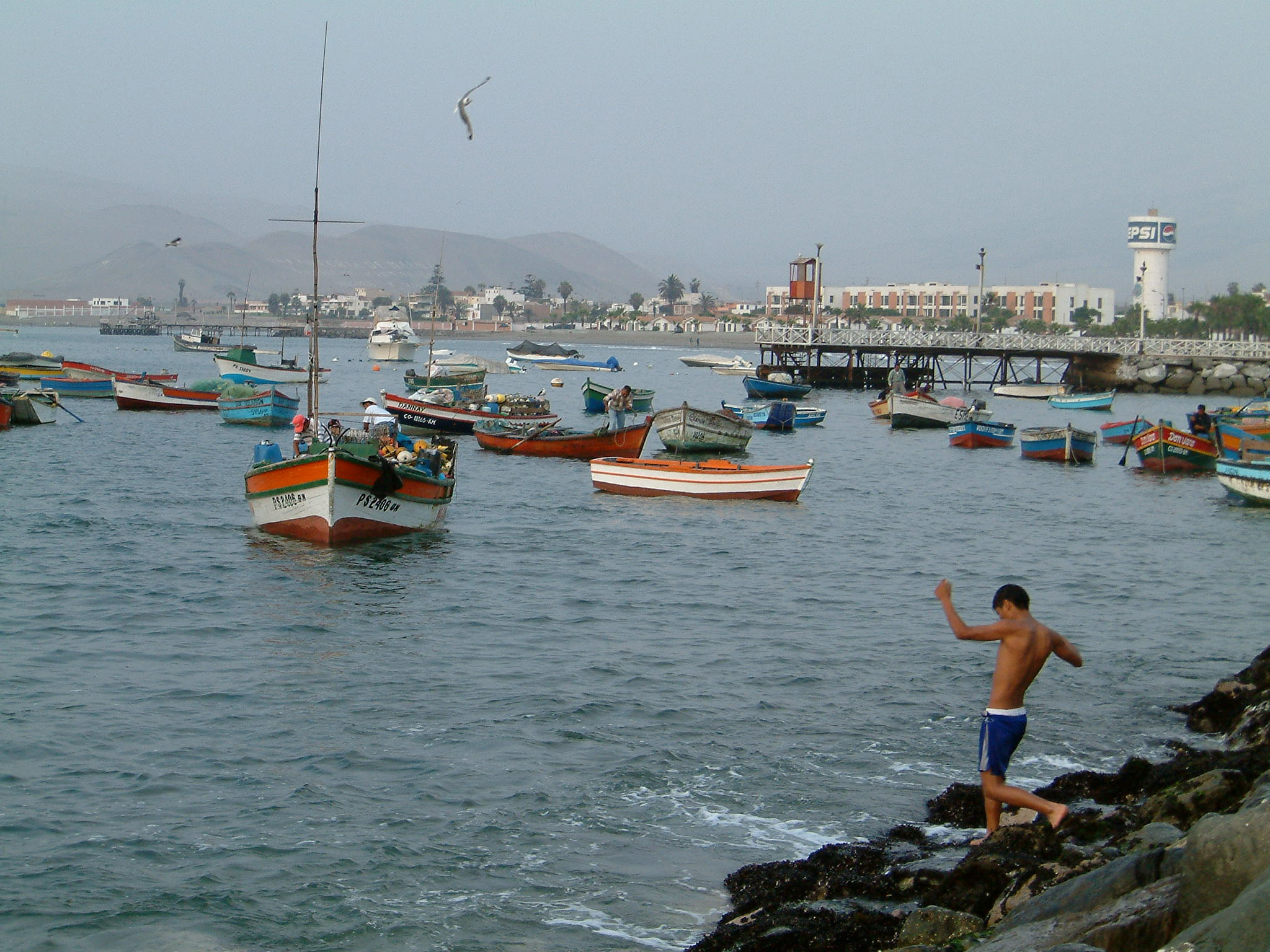
Puerto de Ancón, Perú.

- Servicio de consultoría en áreas marinas someras– Laboratorio de Ecología Intermareal: sus investigaciones tienen como objetivo conocer la diversidad tanto de los ambientes intermareales como las áreas someras marinas del territorio nacional; así, su labor fundamental es el análisis e identificación taxonómica de invertebrados marinos y en especial de poliquetos. Desde 1990 lleva a cabo monitoreos mensuales en una orilla rocosa de la bahía de Ancón; ello con el fin de determinar los patrones espaciales y temporales a microescala de las poblaciones de invertebrados. Como resultado de sus estudios, se conocen relaciones entre variabilidad del ambiente, aspectos de comportamiento, respuestas morfológicas de poblaciones y la dinámica trófica de ciertas especies clave.[43]
- Laboratorio de entomología: las investigaciones llevadas a cabo en sus instalaciones se basan en la diversidad de insectos provenientes de diferentes ecosistemas. Así, ha liderado proyectos sobre agroecosistemas andinos y costeros; la entomofauna de los Manglares de San Pedro de Vice (Piura); y los bosques de Polylepis tomentella en Ayacucho. Adicionalmente, participa en consultorías ambientales a través del monitoreo de insectos y elaboración de líneas base.[43]
- Laboratorio de reproducción y biología del desarrollo: realiza estudios sobre el ciclo de reproducción y la escala de maduración sexual de aquellos organismos de interés ecológico y económico, así como la respuesta (a nivel citológico, histológico, bioquímico y molecular) de dichos organismos ante xenobióticos ambientales. Algunos de los protocolos realizados incluyen: ensayos cometa, test de micronúcleos, fragmentación del ADN en espermatozoides, validación toxicológica de plantas medicinales, etc.[43]
- Laboratorio de sistemática molecular y filogeografía: sus trabajos de investigación se basan en el uso de datos de genética molecular para entender el origen y diversidad biológica; para tales fines se utiliza a moluscos continentales como modelos. En adición, el enfoque molecular aplicado por el instituto es complementado por el análisis morfológico y biogeográfico llevado a cabo en colaboración con el Museo de Historia Natural de la Universidad Nacional Mayor de San Marcos.[43]
- Laboratorio de Zoología de Invertebrados: sus investigaciones se ocupan de la taxonomía, distribución y biodiversidad tanto de invertebrados (celomados y pseudocelomados) como protozoarios; lo cual demanda el acopio de información de cada Taxa correspondiente.[43]
- Laboratorio de Fisiología de la Reproducción Animal (Lfra): sus investigaciones evalúan la función reproductiva de ciertos animales, para lo cual se indaga en la interacción y función de gametos, la fecundación y el desarrollo embrionario temprano. Para el cumplimiento de dichos fines, el laboratorio cuenta con biotecnologías reproductivas tales como capacitaciones espermáticas, criopreservación de gametos y embriones y fecundación in vitro IVF.[43]

Adicionalmente, la Facultad de Biología cuenta con dos laboratorios de zoología, el primero de ellos ubicado en Iquitos y el segundo al interior del Museo de Historia Natural de la Universidad Nacional Mayor de San Marcos:

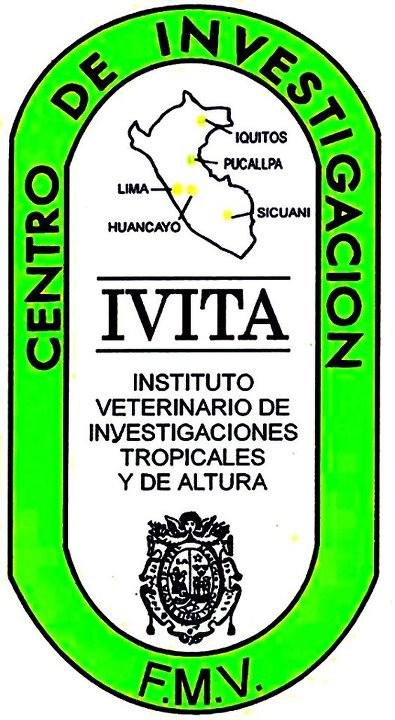
Logo del Instituto Veterinario de Investigaciones Tropicales y de Altura, perteneciente a la Facultad de Medicina Veterinaria de la Universidad Nacional Mayor de San Marcos.

- Laboratorio de Manejo y Conservación de Mamíferos Amazónicos, sede IVITA: creada en 1968, esta estación experimental depende de la Facultad de Medicina Veterinaria a través de su Instituto Veterinario de Investigaciones Tropicales y de Altura (IVITA) y sus áreas de investigación incluyen la flora y fauna amazónica y los primates neotropicales.[56] Así, además de configurarse como centro de desarrollo regional,[57] la estación IVITA-Iquitos fomenta la investigación a través de una de las mayores poblaciones de primates mantenidas en cautiverio en América Latina, con más de mil cuatroscientos ejemplares; ello de acuerdo a los parámetros del Servicio Forestal y de Fauna Silvestre (Serfor).[58] En este sentido, las investigaciones desarrolladas en el Laboratorio de Manejo y Conservación de Mamíferos Amazónicos se centra en los mamíferos amazónicos, particularmente, los primates. El área de estudio comprende los bosques de la selva baja en la región de Loreto, así como los bosques pre montano y montano de la Amazonía norte, centro y sur. Algunos temas de interés abarcan el inventariado, la distribución geográfica y estado actual de las poblaciones, estudios sobre densidad poblacional, aspectos ecológicos, periodo de pariciones, presión de caza, entre otros; ello con el objetivo de identificar áreas de alto valor biotecnológico para impulsar su protección, desarrollo de actividades de ecoturismo, corrección de los mapas de distribución geográfica de los primates, etc. Cuenta con el apoyo de instituciones tales como el Amazon Center for Environmental Education and Research (ACEER), Mohamed bin Zayed Species Conservation Fund, el Instituto de Investigaciones de la Amazonía Peruana (IIAP), entre otros.[43]
- Laboratorio de Mastozoología: sus actividades se basan en el estudio de la diversidad de mamíferos alrededor del territorio peruano, ello sobre la base de líneas de investigaciones sistemáticas, biogeográficas, ecológicas y de conservación. Cuenta con una Colección Científica que alberga aproximadamente cuarenta mil ejemplares; así, es considerada una de las colecciones más granes de Sudamérica y la más importante en el Perú. Cabe resaltar que se han desarrollado proyectos de investigación en colaboración con instituciones tales como la Colección Boliviana de Fauna (Bolivia), el Instituto Smithsoniano y el National Museum of Natural History (Washington), el Museo de Zoología de la Pontificia Universidad Católica  del  Ecuador, entre otras.[43]

### Publicaciones científicas y académicas
La Facultad de Ciencias Biológicas expone sus principales investigaciones científicas en la publicación de la siguiente revista: 
- Revista Peruana de Biología: publicada por primera vez en 1974 por iniciativa de la Asociación de Biólogos de la Universidad Nacional Mayor de San Marcos, fue cedida en 1998 al Instituto de Ciencias Biológicas Antonio Raimondi,[59] instancia de la que depende actualmente. Se publica en los meses de febrero, mayo, agosto y noviembre; recopila artículos originales de acceso abierto sobre temas de biotecnología, biodiversidad, ecología y manejo ambiental. Se encuentra indexada en: Scopus, BIOSIS Previews (BIOSIS), American Botanical, Latindex, ProQuest (Biological Science Journals), SciELO Perú, etc.[60]